# Столыпин, Алексей Емельянович
Алексей Емельянович Столыпин (1744 — июль 1817) — пензенский помещик из рода Столыпиных, губернский предводитель дворянства (1787—1790), прадед М. Ю. Лермонтова и П. А. Столыпина.
Сын отставного капитана, пензенского воеводского товарища Емельяна Семеновича и жены его Марфы Матвеевны. Службу начал в 1749 году в армии. В 1757 году учился в гимназии при Московском университете, в 1758 году переведен в конную гвардию.
В 1759 произведен в капралы и в том же году пожалован в Лейб-кампанию гренадером. В 1762 году при раскассировании Лейб-кампании уволен в отставку в чине поручика. С образованием Пензенского наместничества возглавлял совестный суд (1780—85). Занимался винокурением и поставками вина в казну. Обладал домовладением в Большом Знаменском переулке.
С 1787 по 1790 год Столыпин был пензенским губернским предводителем дворянства. На 1790 год имел земли, винокуренные заводы и 1146 душ в Пензенском наместничестве, а в 1811 году — земли и крестьян в Пензенской, Владимирской, Нижегородской, Московской, Саратовской, Симбирской губерниях. Скончался в июле 1817 года. В браке с Марией Афанасьевной Мещериновой имел 11 детей:
- Елизавета (1773—1845), в 1794 г. вышла замуж за Михаила Васильевича Арсеньева (1768—1810), основателя усадьбы Тарханы; их внук — поэт М. Ю. Лермонтов.
- Александр (1774—1846), в Швейцарском походе 1799 года был адъютантом А. В. Суворова, затем в отставке, коллежский асессор.
- Екатерина (1775—1830), замужем за генерал-майором Акимом Васильевичем Хастатовым.
- Александра (1777—1842), замужем за московским вице-губернатором д.с.с. Александром Михайловичем Евреиновым.
- Аркадий (1778—1825), сенатор, друг Сперанского, отец «Монго».
- Пётр (1779—1797)
- Николай (1781—1830), генерал-лейтенант, герой Отечественной войны 1812 года.
- Татьяна (1782—18..), в замужестве Шан-Гирей.
- Дмитрий (1785—1826), генерал-майор, отец генерал-лейтенанта А. Д. Столыпина, дед реформатора П. А. Столыпина.
- Наталья (1786—1851), замужем за пензенским губернским предводителем дворянства Григорием Даниловичем Столыпиным.
- Афанасий (1788—1864), отставной штабс-капитан, саратовский губернский предводитель дворянства; в браке с внучкой М. А. Устинова имел дочь Наталью.

|                                |                                |                                |                                |                                |                                |  |  |                              |                              |                              |                              | Григорий Столыпин              |                              |  |  |                               |                               |                               |                               |                               |                               |                              |                              |                              |                              |                              |                              |                              |                              |                              |                              |                                |                                |                                |                                |                                |                                |                              |                              |                               |                               |                               |                               |                               |                               |  |  |                             |                             |                             |                             |                             |                             |  |  |                            |                            |                            |                            |                            |                            |  |  |                              |                              |                              |                              |                              |                              |  |  |                               |                               |                               |                               |                               |                               |
|                                |                                |                                |                                |                                |                                |  |  |                              |                              |                              |                              |                                |                              |  |  |                               |                               |                               |                               |                               |                               |                              |                              |                              |                              |                              |                              |                              |                              |                              |                              |                                |                                |                                |                                |                                |                                |                              |                              |                               |                               |                               |                               |                               |                               |  |  |                             |                             |                             |                             |                             |                             |  |  |                            |                            |                            |                            |                            |                            |  |  |                              |                              |                              |                              |                              |                              |  |  |                               |                               |                               |                               |                               |                               |
|                                |                                |                                |                                |                                |                                |  |  |                              |                              |                              |                              | Афанасий Григорьевич Столыпин  |                              |  |  |                               |                               |                               |                               |                               |                               |                              |                              |                              |                              |                              |                              |                              |                              |                              |                              |                                |                                |                                |                                |                                |                                |                              |                              |                               |                               |                               |                               |                               |                               |  |  |                             |                             |                             |                             |                             |                             |  |  |                            |                            |                            |                            |                            |                            |  |  |                              |                              |                              |                              |                              |                              |  |  |                               |                               |                               |                               |                               |                               |
|                                |                                |                                |                                |                                |                                |  |  |                              |                              |                              |                              |                                |                              |  |  |                               |                               |                               |                               |                               |                               |                              |                              |                              |                              |                              |                              |                              |                              |                              |                              |                                |                                |                                |                                |                                |                                |                              |                              |                               |                               |                               |                               |                               |                               |  |  |                             |                             |                             |                             |                             |                             |  |  |                            |                            |                            |                            |                            |                            |  |  |                              |                              |                              |                              |                              |                              |  |  |                               |                               |                               |                               |                               |                               |
|                                |                                |                                |                                |                                |                                |  |  |                              |                              |                              |                              | Сильвестр Афанасьевич Столыпин |                              |  |  |                               |                               |                               |                               |                               |                               |                              |                              |                              |                              |                              |                              |                              |                              |                              |                              |                                |                                |                                |                                |                                |                                |                              |                              |                               |                               |                               |                               |                               |                               |  |  |                             |                             |                             |                             |                             |                             |  |  |                            |                            |                            |                            |                            |                            |  |  |                              |                              |                              |                              |                              |                              |  |  |                               |                               |                               |                               |                               |                               |
|                                |                                |                                |                                |                                |                                |  |  |                              |                              |                              |                              |                                |                              |  |  |                               |                               |                               |                               |                               |                               |                              |                              |                              |                              |                              |                              |                              |                              |                              |                              |                                |                                |                                |                                |                                |                                |                              |                              |                               |                               |                               |                               |                               |                               |  |  |                             |                             |                             |                             |                             |                             |  |  |                            |                            |                            |                            |                            |                            |  |  |                              |                              |                              |                              |                              |                              |  |  |                               |                               |                               |                               |                               |                               |
|                                |                                |                                |                                |                                |                                |  |  |                              |                              |                              |                              |                                |                              |  |  |                               |                               |                               |                               |                               |                               |                              |                              |                              |                              |                              |                              |                              |                              |                              |                              |                                |                                |                                |                                |                                |                                |                              |                              |                               |                               |                               |                               |                               |                               |  |  |                             |                             |                             |                             |                             |                             |  |  |                            |                            |                            |                            |                            |                            |  |  |                              |                              |                              |                              |                              |                              |  |  |                               |                               |                               |                               |                               |                               |
| Василий Сильвестрович Столыпин | Василий Сильвестрович Столыпин | Василий Сильвестрович Столыпин | Василий Сильвестрович Столыпин | Василий Сильвестрович Столыпин | Василий Сильвестрович Столыпин |  |  |                              |                              |                              |                              |                                |                              |  |  |                               |                               |                               |                               |                               |                               |                              |                              | Семён Сильвестрович Столыпин | Семён Сильвестрович Столыпин | Семён Сильвестрович Столыпин | Семён Сильвестрович Столыпин | Семён Сильвестрович Столыпин | Семён Сильвестрович Столыпин |                              |                              |                                |                                |                                |                                |                                |                                |                              |                              |                               |                               |                               |                               |                               |                               |  |  |                             |                             |                             |                             |                             |                             |  |  |                            |                            |                            |                            |                            |                            |  |  |                              |                              |                              |                              |                              |                              |  |  |                               |                               |                               |                               |                               |                               |
| Василий Сильвестрович Столыпин | Василий Сильвестрович Столыпин | Василий Сильвестрович Столыпин | Василий Сильвестрович Столыпин | Василий Сильвестрович Столыпин | Василий Сильвестрович Столыпин |  |  |                              |                              |                              |                              |                                |                              |  |  |                               |                               |                               |                               |                               |                               |                              |                              | Семён Сильвестрович Столыпин | Семён Сильвестрович Столыпин | Семён Сильвестрович Столыпин | Семён Сильвестрович Столыпин | Семён Сильвестрович Столыпин | Семён Сильвестрович Столыпин |                              |                              |                                |                                |                                |                                |                                |                                |                              |                              |                               |                               |                               |                               |                               |                               |  |  |                             |                             |                             |                             |                             |                             |  |  |                            |                            |                            |                            |                            |                            |  |  |                              |                              |                              |                              |                              |                              |  |  |                               |                               |                               |                               |                               |                               |
| Александр Васильевич Столыпин  | Александр Васильевич Столыпин  | Александр Васильевич Столыпин  | Александр Васильевич Столыпин  | Александр Васильевич Столыпин  | Александр Васильевич Столыпин  |  |  |                              |                              |                              |                              |                                |                              |  |  |                               |                               |                               |                               |                               |                               |                              |                              | Емельян Семёнович Столыпин   | Емельян Семёнович Столыпин   | Емельян Семёнович Столыпин   | Емельян Семёнович Столыпин   | Емельян Семёнович Столыпин   | Емельян Семёнович Столыпин   |                              |                              |                                |                                |                                |                                |                                |                                |                              |                              |                               |                               |                               |                               |                               |                               |  |  |                             |                             |                             |                             |                             |                             |  |  |                            |                            |                            |                            |                            |                            |  |  |                              |                              |                              |                              |                              |                              |  |  |                               |                               |                               |                               |                               |                               |
| Александр Васильевич Столыпин  | Александр Васильевич Столыпин  | Александр Васильевич Столыпин  | Александр Васильевич Столыпин  | Александр Васильевич Столыпин  | Александр Васильевич Столыпин  |  |  |                              |                              |                              |                              |                                |                              |  |  |                               |                               |                               |                               |                               |                               |                              |                              | Емельян Семёнович Столыпин   | Емельян Семёнович Столыпин   | Емельян Семёнович Столыпин   | Емельян Семёнович Столыпин   | Емельян Семёнович Столыпин   | Емельян Семёнович Столыпин   |                              |                              |                                |                                |                                |                                |                                |                                |                              |                              |                               |                               |                               |                               |                               |                               |  |  |                             |                             |                             |                             |                             |                             |  |  |                            |                            |                            |                            |                            |                            |  |  |                              |                              |                              |                              |                              |                              |  |  |                               |                               |                               |                               |                               |                               |
|                                |                                |                                |                                |                                |                                |  |  |                              |                              |                              |                              |                                |                              |  |  |                               |                               |                               |                               |                               |                               |                              |                              |                              |                              |                              |                              |                              |                              |                              |                              |                                |                                |                                |                                |                                |                                |                              |                              |                               |                               |                               |                               |                               |                               |  |  |                             |                             |                             |                             |                             |                             |  |  |                            |                            |                            |                            |                            |                            |  |  |                              |                              |                              |                              |                              |                              |  |  |                               |                               |                               |                               |                               |                               |
| Данила Александрович Столыпин  | Данила Александрович Столыпин  | Данила Александрович Столыпин  | Данила Александрович Столыпин  | Данила Александрович Столыпин  | Данила Александрович Столыпин  |  |  |                              |                              |                              |                              |                                |                              |  |  |                               |                               |                               |                               | Дмитрий Емельянович Столыпин  | Дмитрий Емельянович Столыпин  | Дмитрий Емельянович Столыпин | Дмитрий Емельянович Столыпин | Дмитрий Емельянович Столыпин | Дмитрий Емельянович Столыпин |                              |                              | Алексей Емельянович Столыпин | Алексей Емельянович Столыпин | Алексей Емельянович Столыпин | Алексей Емельянович Столыпин | Алексей Емельянович Столыпин   | Алексей Емельянович Столыпин   |                                |                                | Мария Афанасьевна Мещеринова   | Мария Афанасьевна Мещеринова   | Мария Афанасьевна Мещеринова | Мария Афанасьевна Мещеринова | Мария Афанасьевна Мещеринова  | Мария Афанасьевна Мещеринова  |                               |                               |                               |                               |  |  |                             |                             |                             |                             |                             |                             |  |  |                            |                            |                            |                            |                            |                            |  |  |                              |                              |                              |                              |                              |                              |  |  |                               |                               |                               |                               |                               |                               |
| Данила Александрович Столыпин  | Данила Александрович Столыпин  | Данила Александрович Столыпин  | Данила Александрович Столыпин  | Данила Александрович Столыпин  | Данила Александрович Столыпин  |  |  |                              |                              |                              |                              |                                |                              |  |  |                               |                               |                               |                               | Дмитрий Емельянович Столыпин  | Дмитрий Емельянович Столыпин  | Дмитрий Емельянович Столыпин | Дмитрий Емельянович Столыпин | Дмитрий Емельянович Столыпин | Дмитрий Емельянович Столыпин |                              |                              | Алексей Емельянович Столыпин | Алексей Емельянович Столыпин | Алексей Емельянович Столыпин | Алексей Емельянович Столыпин | Алексей Емельянович Столыпин   | Алексей Емельянович Столыпин   |                                |                                | Мария Афанасьевна Мещеринова   | Мария Афанасьевна Мещеринова   | Мария Афанасьевна Мещеринова | Мария Афанасьевна Мещеринова | Мария Афанасьевна Мещеринова  | Мария Афанасьевна Мещеринова  |                               |                               |                               |                               |  |  |                             |                             |                             |                             |                             |                             |  |  |                            |                            |                            |                            |                            |                            |  |  |                              |                              |                              |                              |                              |                              |  |  |                               |                               |                               |                               |                               |                               |
|                                |                                |                                |                                |                                |                                |  |  |                              |                              |                              |                              |                                |                              |  |  |                               |                               |                               |                               |                               |                               |                              |                              |                              |                              |                              |                              |                              |                              |                              |                              |                                |                                |                                |                                |                                |                                |                              |                              |                               |                               |                               |                               |                               |                               |  |  |                             |                             |                             |                             |                             |                             |  |  |                            |                            |                            |                            |                            |                            |  |  |                              |                              |                              |                              |                              |                              |  |  |                               |                               |                               |                               |                               |                               |
|                                |                                |                                |                                |                                |                                |  |  |                              |                              |                              |                              |                                |                              |  |  |                               |                               |                               |                               |                               |                               |                              |                              |                              |                              |                              |                              |                              |                              |                              |                              |                                |                                |                                |                                |                                |                                |                              |                              |                               |                               |                               |                               |                               |                               |  |  |                             |                             |                             |                             |                             |                             |  |  |                            |                            |                            |                            |                            |                            |  |  |                              |                              |                              |                              |                              |                              |  |  |                               |                               |                               |                               |                               |                               |
| Григорий Данилович Столыпин    | Григорий Данилович Столыпин    | Григорий Данилович Столыпин    | Григорий Данилович Столыпин    | Григорий Данилович Столыпин    | Григорий Данилович Столыпин    |  |  | Наталья Алексеевна Столыпина | Наталья Алексеевна Столыпина | Наталья Алексеевна Столыпина | Наталья Алексеевна Столыпина | Наталья Алексеевна Столыпина   | Наталья Алексеевна Столыпина |  |  | Афанасий Алексеевич Столыпин  | Афанасий Алексеевич Столыпин  | Афанасий Алексеевич Столыпин  | Афанасий Алексеевич Столыпин  | Афанасий Алексеевич Столыпин  | Афанасий Алексеевич Столыпин  |                              |                              | Михаил Васильевич Арсеньев   | Михаил Васильевич Арсеньев   | Михаил Васильевич Арсеньев   | Михаил Васильевич Арсеньев   | Михаил Васильевич Арсеньев   | Михаил Васильевич Арсеньев   |                              |                              | Елизавета Алексеевна Столыпина | Елизавета Алексеевна Столыпина | Елизавета Алексеевна Столыпина | Елизавета Алексеевна Столыпина | Елизавета Алексеевна Столыпина | Елизавета Алексеевна Столыпина |                              |                              | Александр Алексеевич Столыпин | Александр Алексеевич Столыпин | Александр Алексеевич Столыпин | Александр Алексеевич Столыпин | Александр Алексеевич Столыпин | Александр Алексеевич Столыпин |  |  | Аркадий Алексеевич Столыпин | Аркадий Алексеевич Столыпин | Аркадий Алексеевич Столыпин | Аркадий Алексеевич Столыпин | Аркадий Алексеевич Столыпин | Аркадий Алексеевич Столыпин |  |  | Пётр Алексеевич Столыпин   | Пётр Алексеевич Столыпин   | Пётр Алексеевич Столыпин   | Пётр Алексеевич Столыпин   | Пётр Алексеевич Столыпин   | Пётр Алексеевич Столыпин   |  |  | Николай Алексеевич Столыпин  | Николай Алексеевич Столыпин  | Николай Алексеевич Столыпин  | Николай Алексеевич Столыпин  | Николай Алексеевич Столыпин  | Николай Алексеевич Столыпин  |  |  | Дмитрий Алексеевич Столыпин   | Дмитрий Алексеевич Столыпин   | Дмитрий Алексеевич Столыпин   | Дмитрий Алексеевич Столыпин   | Дмитрий Алексеевич Столыпин   | Дмитрий Алексеевич Столыпин   |
| Григорий Данилович Столыпин    | Григорий Данилович Столыпин    | Григорий Данилович Столыпин    | Григорий Данилович Столыпин    | Григорий Данилович Столыпин    | Григорий Данилович Столыпин    |  |  | Наталья Алексеевна Столыпина | Наталья Алексеевна Столыпина | Наталья Алексеевна Столыпина | Наталья Алексеевна Столыпина | Наталья Алексеевна Столыпина   | Наталья Алексеевна Столыпина |  |  | Афанасий Алексеевич Столыпин  | Афанасий Алексеевич Столыпин  | Афанасий Алексеевич Столыпин  | Афанасий Алексеевич Столыпин  | Афанасий Алексеевич Столыпин  | Афанасий Алексеевич Столыпин  |                              |                              | Михаил Васильевич Арсеньев   | Михаил Васильевич Арсеньев   | Михаил Васильевич Арсеньев   | Михаил Васильевич Арсеньев   | Михаил Васильевич Арсеньев   | Михаил Васильевич Арсеньев   |                              |                              | Елизавета Алексеевна Столыпина | Елизавета Алексеевна Столыпина | Елизавета Алексеевна Столыпина | Елизавета Алексеевна Столыпина | Елизавета Алексеевна Столыпина | Елизавета Алексеевна Столыпина |                              |                              | Александр Алексеевич Столыпин | Александр Алексеевич Столыпин | Александр Алексеевич Столыпин | Александр Алексеевич Столыпин | Александр Алексеевич Столыпин | Александр Алексеевич Столыпин |  |  | Аркадий Алексеевич Столыпин | Аркадий Алексеевич Столыпин | Аркадий Алексеевич Столыпин | Аркадий Алексеевич Столыпин | Аркадий Алексеевич Столыпин | Аркадий Алексеевич Столыпин |  |  | Пётр Алексеевич Столыпин   | Пётр Алексеевич Столыпин   | Пётр Алексеевич Столыпин   | Пётр Алексеевич Столыпин   | Пётр Алексеевич Столыпин   | Пётр Алексеевич Столыпин   |  |  | Николай Алексеевич Столыпин  | Николай Алексеевич Столыпин  | Николай Алексеевич Столыпин  | Николай Алексеевич Столыпин  | Николай Алексеевич Столыпин  | Николай Алексеевич Столыпин  |  |  | Дмитрий Алексеевич Столыпин   | Дмитрий Алексеевич Столыпин   | Дмитрий Алексеевич Столыпин   | Дмитрий Алексеевич Столыпин   | Дмитрий Алексеевич Столыпин   | Дмитрий Алексеевич Столыпин   |
|                                |                                |                                |                                |                                |                                |  |  |                              |                              |                              |                              |                                |                              |  |  |                               |                               |                               |                               |                               |                               |                              |                              |                              |                              |                              |                              |                              |                              |                              |                              |                                |                                |                                |                                |                                |                                |                              |                              |                               |                               |                               |                               |                               |                               |  |  |                             |                             |                             |                             |                             |                             |  |  |                            |                            |                            |                            |                            |                            |  |  |                              |                              |                              |                              |                              |                              |  |  |                               |                               |                               |                               |                               |                               |
|                                |                                |                                |                                |                                |                                |  |  |                              |                              |                              |                              |                                |                              |  |  |                               |                               |                               |                               |                               |                               |                              |                              |                              |                              |                              |                              |                              |                              |                              |                              |                                |                                |                                |                                |                                |                                |                              |                              |                               |                               |                               |                               |                               |                               |  |  |                             |                             |                             |                             |                             |                             |  |  |                            |                            |                            |                            |                            |                            |  |  |                              |                              |                              |                              |                              |                              |  |  |                               |                               |                               |                               |                               |                               |
| Алексей Илларионович Философов | Алексей Илларионович Философов | Алексей Илларионович Философов | Алексей Илларионович Философов | Алексей Илларионович Философов | Алексей Илларионович Философов |  |  | Анна Григорьевна Философова  | Анна Григорьевна Философова  | Анна Григорьевна Философова  | Анна Григорьевна Философова  | Анна Григорьевна Философова    | Анна Григорьевна Философова  |  |  | Наталья Афанасьевна Столыпина | Наталья Афанасьевна Столыпина | Наталья Афанасьевна Столыпина | Наталья Афанасьевна Столыпина | Наталья Афанасьевна Столыпина | Наталья Афанасьевна Столыпина |                              |                              | Юрий Петрович Лермонтов      | Юрий Петрович Лермонтов      | Юрий Петрович Лермонтов      | Юрий Петрович Лермонтов      | Юрий Петрович Лермонтов      | Юрий Петрович Лермонтов      |                              |                              | Мария Михайловна Арсеньева     | Мария Михайловна Арсеньева     | Мария Михайловна Арсеньева     | Мария Михайловна Арсеньева     | Мария Михайловна Арсеньева     | Мария Михайловна Арсеньева     |                              |                              | Алексей Аркадьевич Столыпин   | Алексей Аркадьевич Столыпин   | Алексей Аркадьевич Столыпин   | Алексей Аркадьевич Столыпин   | Алексей Аркадьевич Столыпин   | Алексей Аркадьевич Столыпин   |  |  | Дмитрий Аркадьевич Столыпин | Дмитрий Аркадьевич Столыпин | Дмитрий Аркадьевич Столыпин | Дмитрий Аркадьевич Столыпин | Дмитрий Аркадьевич Столыпин | Дмитрий Аркадьевич Столыпин |  |  | Мария Аркадьевна Столыпина | Мария Аркадьевна Столыпина | Мария Аркадьевна Столыпина | Мария Аркадьевна Столыпина | Мария Аркадьевна Столыпина | Мария Аркадьевна Столыпина |  |  | Наталья Михайловна Горчакова | Наталья Михайловна Горчакова | Наталья Михайловна Горчакова | Наталья Михайловна Горчакова | Наталья Михайловна Горчакова | Наталья Михайловна Горчакова |  |  | Аркадий Дмитриевич Столыпин   | Аркадий Дмитриевич Столыпин   | Аркадий Дмитриевич Столыпин   | Аркадий Дмитриевич Столыпин   | Аркадий Дмитриевич Столыпин   | Аркадий Дмитриевич Столыпин   |
| Алексей Илларионович Философов | Алексей Илларионович Философов | Алексей Илларионович Философов | Алексей Илларионович Философов | Алексей Илларионович Философов | Алексей Илларионович Философов |  |  | Анна Григорьевна Философова  | Анна Григорьевна Философова  | Анна Григорьевна Философова  | Анна Григорьевна Философова  | Анна Григорьевна Философова    | Анна Григорьевна Философова  |  |  | Наталья Афанасьевна Столыпина | Наталья Афанасьевна Столыпина | Наталья Афанасьевна Столыпина | Наталья Афанасьевна Столыпина | Наталья Афанасьевна Столыпина | Наталья Афанасьевна Столыпина |                              |                              | Юрий Петрович Лермонтов      | Юрий Петрович Лермонтов      | Юрий Петрович Лермонтов      | Юрий Петрович Лермонтов      | Юрий Петрович Лермонтов      | Юрий Петрович Лермонтов      |                              |                              | Мария Михайловна Арсеньева     | Мария Михайловна Арсеньева     | Мария Михайловна Арсеньева     | Мария Михайловна Арсеньева     | Мария Михайловна Арсеньева     | Мария Михайловна Арсеньева     |                              |                              | Алексей Аркадьевич Столыпин   | Алексей Аркадьевич Столыпин   | Алексей Аркадьевич Столыпин   | Алексей Аркадьевич Столыпин   | Алексей Аркадьевич Столыпин   | Алексей Аркадьевич Столыпин   |  |  | Дмитрий Аркадьевич Столыпин | Дмитрий Аркадьевич Столыпин | Дмитрий Аркадьевич Столыпин | Дмитрий Аркадьевич Столыпин | Дмитрий Аркадьевич Столыпин | Дмитрий Аркадьевич Столыпин |  |  | Мария Аркадьевна Столыпина | Мария Аркадьевна Столыпина | Мария Аркадьевна Столыпина | Мария Аркадьевна Столыпина | Мария Аркадьевна Столыпина | Мария Аркадьевна Столыпина |  |  | Наталья Михайловна Горчакова | Наталья Михайловна Горчакова | Наталья Михайловна Горчакова | Наталья Михайловна Горчакова | Наталья Михайловна Горчакова | Наталья Михайловна Горчакова |  |  | Аркадий Дмитриевич Столыпин   | Аркадий Дмитриевич Столыпин   | Аркадий Дмитриевич Столыпин   | Аркадий Дмитриевич Столыпин   | Аркадий Дмитриевич Столыпин   | Аркадий Дмитриевич Столыпин   |
|                                |                                |                                |                                |                                |                                |  |  |                              |                              |                              |                              |                                |                              |  |  |                               |                               |                               |                               |                               |                               |                              |                              |                              |                              |                              |                              |                              |                              |                              |                              |                                |                                |                                |                                |                                |                                |                              |                              |                               |                               |                               |                               |                               |                               |  |  |                             |                             |                             |                             |                             |                             |  |  |                            |                            |                            |                            |                            |                            |  |  |                              |                              |                              |                              |                              |                              |  |  |                               |                               |                               |                               |                               |                               |
|                                |                                |                                |                                |                                |                                |  |  |                              |                              |                              |                              |                                |                              |  |  |                               |                               |                               |                               |                               |                               |                              |                              |                              |                              |                              |                              |                              |                              |                              |                              |                                |                                |                                |                                |                                |                                |                              |                              |                               |                               |                               |                               |                               |                               |  |  |                             |                             |                             |                             |                             |                             |  |  |                            |                            |                            |                            |                            |                            |  |  |                              |                              |                              |                              |                              |                              |  |  |                               |                               |                               |                               |                               |                               |
|                                |                                |                                |                                |                                |                                |  |  |                              |                              |                              |                              |                                |                              |  |  |                               |                               |                               |                               |                               |                               |                              |                              |                              |                              |                              |                              | М. Ю. Лермонтов              | М. Ю. Лермонтов              | М. Ю. Лермонтов              | М. Ю. Лермонтов              | М. Ю. Лермонтов                | М. Ю. Лермонтов                |                                |                                |                                |                                |                              |                              |                               |                               |                               |                               |                               |                               |  |  |                             |                             |                             |                             |                             |                             |  |  | Ольга Борисовна Нейдгардт  | Ольга Борисовна Нейдгардт  | Ольга Борисовна Нейдгардт  | Ольга Борисовна Нейдгардт  | Ольга Борисовна Нейдгардт  | Ольга Борисовна Нейдгардт  |  |  | Пётр Аркадьевич Столыпин     | Пётр Аркадьевич Столыпин     | Пётр Аркадьевич Столыпин     | Пётр Аркадьевич Столыпин     | Пётр Аркадьевич Столыпин     | Пётр Аркадьевич Столыпин     |  |  | Александр Аркадьевич Столыпин | Александр Аркадьевич Столыпин | Александр Аркадьевич Столыпин | Александр Аркадьевич Столыпин | Александр Аркадьевич Столыпин | Александр Аркадьевич Столыпин |
|                                |                                |                                |                                |                                |                                |  |  |                              |                              |                              |                              |                                |                              |  |  |                               |                               |                               |                               |                               |                               |                              |                              |                              |                              |                              |                              | М. Ю. Лермонтов              | М. Ю. Лермонтов              | М. Ю. Лермонтов              | М. Ю. Лермонтов              | М. Ю. Лермонтов                | М. Ю. Лермонтов                |                                |                                |                                |                                |                              |                              |                               |                               |                               |                               |                               |                               |  |  |                             |                             |                             |                             |                             |                             |  |  | Ольга Борисовна Нейдгардт  | Ольга Борисовна Нейдгардт  | Ольга Борисовна Нейдгардт  | Ольга Борисовна Нейдгардт  | Ольга Борисовна Нейдгардт  | Ольга Борисовна Нейдгардт  |  |  | Пётр Аркадьевич Столыпин     | Пётр Аркадьевич Столыпин     | Пётр Аркадьевич Столыпин     | Пётр Аркадьевич Столыпин     | Пётр Аркадьевич Столыпин     | Пётр Аркадьевич Столыпин     |  |  | Александр Аркадьевич Столыпин | Александр Аркадьевич Столыпин | Александр Аркадьевич Столыпин | Александр Аркадьевич Столыпин | Александр Аркадьевич Столыпин | Александр Аркадьевич Столыпин |
|                                |                                |                                |                                |                                |                                |  |  |                              |                              |                              |                              |                                |                              |  |  |                               |                               |                               |                               |                               |                               |                              |                              |                              |                              |                              |                              |                              |                              |                              |                              |                                |                                |                                |                                |                                |                                |                              |                              |                               |                               |                               |                               |                               |                               |  |  |                             |                             |                             |                             |                             |                             |  |  |                            |                            |                            |                            |                            |                            |  |  |                              |                              |                              |                              |                              |                              |  |  |                               |                               |                               |                               |                               |                               |
|                                |                                |                                |                                |                                |                                |  |  |                              |                              |                              |                              |                                |                              |  |  |                               |                               |                               |                               |                               |                               |                              |                              |                              |                              |                              |                              |                              |                              |                              |                              |                                |                                |                                |                                |                                |                                |                              |                              |                               |                               |                               |                               |                               |                               |  |  |                             |                             |                             |                             |                             |                             |  |  |                            |                            |                            |                            |                            |                            |  |  |                              |                              |                              |                              |                              |                              |  |  |                               |                               |                               |                               |                               |                               |
|                                |                                |                                |                                |                                |                                |  |  |                              |                              |                              |                              |                                |                              |  |  |                               |                               |                               |                               |                               |                               |                              |                              |                              |                              |                              |                              |                              |                              |                              |                              | Мария                          | Мария                          | Мария                          | Мария                          | Мария                          | Мария                          |                              |                              | Наталья                       | Наталья                       | Наталья                       | Наталья                       | Наталья                       | Наталья                       |  |  | Елена                       | Елена                       | Елена                       | Елена                       | Елена                       | Елена                       |  |  | Ольга                      | Ольга                      | Ольга                      | Ольга                      | Ольга                      | Ольга                      |  |  | Александра                   | Александра                   | Александра                   | Александра                   | Александра                   | Александра                   |  |  | Аркадий                       | Аркадий                       | Аркадий                       | Аркадий                       | Аркадий                       | Аркадий                       |